# Stanford Prison Experiment
Stanford Prison Experiment es una banda estadounidense de rock alternativo procedente de Los Ángeles, California, cuyo nombre es una referencia al experimento de la prisión de Stanford realizado por el psicólogo Philip Zimbardo en 1971. Llegaron a lanzar tres álbumes en la década de 1990, uno de los cuales apareció en el sello principal Island Records.

## Miembros
- Mario Jiménez – voz (1990–2002)
- Mike Starkey – guitarras (1990–2002)
- Davey Latter – batería (1990–2002)
- George Kennedy – bajo (1990–1992)
- Rob Cummings – bajo (1992–1993)
- Mark Fraser – bajo (1993–2002)

## Discografía
Álbumes
- Stanford Prison Experiment (1993, World Domination)
- The Gato Hunch (1995, World Domination)
- Wrecreation (1998, Island)

Compilaciones
- 1999 Sessions (1999, Independiente)

EPs
- Rubbernose (1990, Chrome Gods)
- Stanford Prison Experiment (1991, Chrome Gods)

Singles
- "Take It" (1993, Chrome Gods)
- "Super Monkey" (1994, World Domination)
- "Disbelief" (1994, World Domination)
- "Mr. Teacher Dad" (1994, World Domination)
- "Cansado" (1995, World Domination)
- "You're the Vulgarian" (1996, World Domination)
- "Compete" (1998, Island)